# Unité urbaine de Monistrol-sur-Loire
L'unité urbaine de Monistrol-sur-Loire est une unité urbaine française située dans le  département de la Haute-Loire et la région Auvergne-Rhône-Alpes.

## Données générales
En 2010, selon l'Insee, l'unité urbaine de Monistrol-sur-Loire était composée de deux communes, situées dans le département de la Haute-Loire, plus particulièrement dans l'arrondissement d'Yssingeaux.
En 2020, à la suite d'un nouveau zonage, elle est composée des deux mêmes communes.
En 2022, avec 13 505 habitants, elle représente la 2e unité urbaine intra-départementale du département de la Haute-Loire.
En 2021, sa densité de population s'élève à 142 hab/km2. Par sa superficie, elle représente 1,91 % du territoire départemental mais, par sa population, elle regroupe 5,93 % de la population du département de la Haute-Loire.

## Composition 2020 de l'unité urbaine
L'unité urbaine 2020 de Monistrol-sur-Loire est composée des deux communes suivantes :
| Nom                                | Code Insee | Département | Statut       | Superficie (km2) | Population (dernière pop. légale) | Densité (hab./km2) | Modifier                                    |
| ---------------------------------- | ---------- | ----------- | ------------ | ---------------- | --------------------------------- | ------------------ | ------------------------------------------- |
| Monistrol-sur-Loire (ville-centre) | 43137      | Haute-Loire | ville-centre | 48,25            | 8 874 (2022)                      | 184                | modifier les données · modifier les données |
| Bas-en-Basset                      | 43020      | Haute-Loire | banlieue     | 46,76            | 4 631 (2022)                      | 99                 | modifier les données · modifier les données |

## Évolution démographique
L'évolution démographique ci-dessus concerne l'unité urbaine selon le périmètre défini en 2020.
| 1968  | 1975  | 1982  | 1990  | 1999   | 2010   | 2015   | 2021   |
| ----- | ----- | ----- | ----- | ------ | ------ | ------ | ------ |
| 6 545 | 6 910 | 7 664 | 9 135 | 10 795 | 12 843 | 13 126 | 13 471 |

## Pour approfondir

#### Données générales
- Unité urbaine en France
- Aire d'attraction d'une ville
- Liste des unités urbaines de France

#### Données démographiques en rapport avec l'unité urbaine de Monistrol-sur-Loire
- Aire d'attraction de Saint-Étienne
- Arrondissement d'Yssingeaux

#### Données démographiques en rapport avec la Haute-Loire
- Démographie de la Haute-Loire
- Unités urbaines de la Haute-Loire